# Iniettore di neutri per fusione
Gli iniettori di neutri per fusione, o NBI dall'inglese neutral beam injection, sono dispositivi che permettono il riscaldamento di un plasma, per iniziare una reazione di fusione nucleare sostenuta. In un plasma di isotopi dell'idrogeno confinato magneticamente, un fascio di particelle neutre ad alta energia trasferisce energia cinetica al plasma, aumentandone la temperatura. L'uso degli iniettori di neutri ha aumentato le prestazioni dei tokamak, aumentando il triplo prodotto, ed ha permesso l'accesso ad uno stato di confinamento migliorato dell'energia chiamato H-mode.
Le particelle neutre per interazione con il plasma si ionizzano, venendo quindi confinate nei campi magnetici, e per collisioni successive termalizzano cedendo la propria energia. È importante che gli ioni siano confinati abbastanza a lungo per aumentare l'efficienza di questo processo. Inoltre, il momento indotto nel plasma dal fascio di particelle permette la creazione di una corrente di plasma addizionale. La stabilità del plasma viene però ridotta da questi sistemi.
Metodi di riscaldamento addizionale alternativo sono ad esempio i riscaldamenti a radiofrequenza, ad esempio electron cyclotron resonance heating (ECRH), e ion cyclotron resonance heating (ICRH), o sistemi ibridi (Lower Hybrid, LH).
|          | P-NBI | N-NBI | ECRH | ICRH | LH |
| -------- | ----- | ----- | ---- | ---- | -- |
| JET      | 34    | -     | -    | 10   | 7  |
| JT-60U   | 40    | 3     | 4    | 7    | 8  |
| TFTR     | 40    | -     | -    | 11   | -  |
| EAST     | -     | -     | 0.5  | 3    | 4  |
| DIII-D   | 20    | -     | 5    | 4    | -  |
| ASDEX-U  | 20    | -     | 6    | 8    | -  |
| JT60-SA* | 24    | 10    | 7    | -    | -  |
| ITER*    | -     | 33    | 20   | 20   | -  |

## Neutral Beam Injectors installati negli esperimenti di fusione nucleare
Attualmente, tutti i maggiori esperimenti di fusione nucleare di tipo tokamak impiegano degli NBI. Gli iniettori tradizionali impiegano ioni di idrogeno positivi (P-NBI) accelerati tramite acceleratori elettrostatici per generare il fascio di neutri, tramite scambio carica con una nube di gas (processo di neutralizzazione). Sistemi di questo tipo sono installati ad esempio in JET, o ASDEX-U. Gli iniettori ad energia più elevata, che richiedono l'uso di un fascio precursore di ioni negativi invece che di ioni positivi, sono installati negli esperimenti giapponese JT60-U ed LHD. Il futuro esperimento ITER impiegherà NBI a ioni negativi (N-NBI): i requisiti di durata dell'impulso (una ora), energia (1 MeV), e corrente accelerata (40A) non sono mai stati raggiunti prima. Lo sviluppo di questa tecnologia è determinante per il successo di ITER, e per questa ragione una test facility per l'iniettore di neutri di ITER è in funzione presso il Consorzio RFX, a Padova.
|                                      | JT-60U          | LHD           | ITER* |
| ------------------------------------ | --------------- | ------------- | ----- |
| Fascio precursore                    | D-              | H-            | D-    |
| Max potenziale di accelerazione (kV) | 400             | 190           | 1000  |
| potenza massima per beam (MW)        | 5.8             | 6.4           | 16.7  |
| Durata dell'impulso (s)              | 30 (2MW, 360kV) | 128 (a 0.2MW) | 3600  |